# 13. červenec
13. červenec je 194. den roku podle gregoriánského kalendáře (195. v přestupném roce). Do konce roku zbývá 171 dní. Svátek má Markéta.

## Události

### Česko
- 1404 – Poprava 51 členů loupežnické bandy rytíře Mikeše Zouly na největší šibenici v českých zemích,  nacházející se v Praze na místě dnešní křižovatky U Bulhara. Mikeše doprovodil k šibenici betlémský kazatel Mistr Jan Hus
- 1463 – Král Jiří z Poděbrad svolal velký sněm všech zemí Koruny české, jehož cílem bylo řešit rozpory katolíků a husitů.
- 1619 – Sjezd českých stavů v Praze schválil novou ústavu. Český stát byl prohlášen konfederací rovnoprávných zemí, v jehož čele měl stát volený král. Jeho moc byla silně omezena ve prospěch stavů. Města dostala zpět své výsady, jež ztratila v roce 1547.
- 1621 – Vojenské oddíly povstalců (markraběte Jana Jiřího Krnovského a Ladislava Velena ze Žerotína) zamířily na východní Moravu.
- 1652 – Vysvěcení Mariánského sloupu na Staroměstském náměstí.
- 1918 – Podle dohody českých politických stran se nefungující Národní výbor transformoval na Národní výbor československý, který měl za úkol připravit převzetí moci a organizování budoucího státu.
- 1922 – V obecných školách byly mezi povinné předměty zařazeny občanská nauka a ruční práce a pro dívky též tělocvik a nauka o domácím hospodářství.
- 1925 – Při výzkumu paleolitického stanoviště v Dolních Věstonicích byla nalezena plastika ženy, tzv. Věstonická venuše. Přibližně 25 000 let starou a 11,5 centimetru vysokou figurku objevil tým Karla Absolona v sídlišti lovců mamutů mezi Pavlovem a Dolními Věstonicemi.
- 1933 – Byl schválen zákon umožňující stíhat protistátní činnost státních zaměstnanců a některých dalších osob.
- 1934 – Československá obilní společnost získala monopol na nákup, prodej, dovoz a vývoz obilí.
- 1947 – Při nehodě tramvaje v Bukově u Ústí nad Labem zahynulo 30 lidí a 76 jich bylo zraněno. Byla to největší nehoda v historii tramvajové dopravy v Československu.
- 1999 – Byl schválen zákon, kterým Česká pojišťovna ztratila monopol na povinné ručení automobilů
- 2010 – Václav Klaus jmenoval vládu Petra Nečase.

### Svět
- 0587 př. n. l. – Babylonské obléhání Jeruzaléma skončilo zničením Šalamounova chrámu
- 0574 – Jan III. skončil jako katolický papež. Nahradil ho Benedikt I. jako 62. papež
- 1174 – William I. Skotský, nejvýznamnější rebel v období 1173–1174, byl zajat v bitvě u Alnwicku oddílem anglo-normanských rytířů loajálním králi Jindřichu II.
- 1249 – Korunovace Alexandra III. králem Alby.
- 1260 – V bitvě u Durbeského jezera porazil litevský kmen Žemajtů německé vojsko a řád livonských rytířů.
- 1568 – Děkan katedry St. Paul v Londýně zdokonalil lahvování piva.
- 1643 – Anglická občanská válka: V bitvě u Roundway Down porazili royalisté armádu parlamentaristů.
- 1814 – Založení italské bezpečnostní složky karabiniérů.
- 1878 – Berlínská smlouva zajistila úplnou samostatnost Srbska.
- 1900 – Boxerské povstání: Armáda evropských spojenců dobyla zpět Tchien-ťin.
- 1923 – Na svahu kopce Mount Lee v Los Angeles byl vztyčen 14 metrů vysoký nápis Hollywood.
- 1930 – V Uruguayi bylo zahájeno první Mistrovství světa ve fotbale, kterého se zúčastnilo 13 týmů
- 1941 – V Černé Hoře začalo povstání proti italským okupantům, při němž bylo zabito či zajato přes 2 000 italských vojáků a okolo 5 000 Černohorců.
- 1943 – Nacisté vypálili obec Český Malín na Ukrajině a při tom vyvraždili 400 obyvatel.
- 1966 – A. Č. Bhaktivédanta Svámí Prabhupádá založil Mezinárodní Společnost pro Vědomí Kršny (ISKCON), v New Yorku.
- 1973 – Aféra Watergate: Při slyšení před senátní komisí prozradil Alexandr Butterfield existenci magnetofonových nahrávek prezidenta Nixona.
- 1977
  - Byla zahájena etiopsko-somálská válka.
  - 25hodinový výpadek elektřiny v New York City (USA) vyústil v nepokoje a rabování.
- 1982 – V Montrealu (Kanada) se poprvé baseballová All-Star Game hrála mimo území USA.
- 1985 – V několika městech světa proběhl současně humanitární koncert Live Aid.
- 2011 – Při teroristických útocích v indické Bombaji bylo zabito 26 lidí a 130 jich bylo zraněno.
- 2016 – V důsledku referenda o členství Spojeného království v Evropské unii premiér David Cameron podal demisi a novou premiérkou byla jmenována Theresa Mayová.
- 2024 – Americký prezident Donald Trump byl při svém projevu na setkání s voliči v Pensylvánii postřelen.

## Narození
Viz též Kategorie:Narození 13. července — automatický abecedně řazený seznam.

### Česko

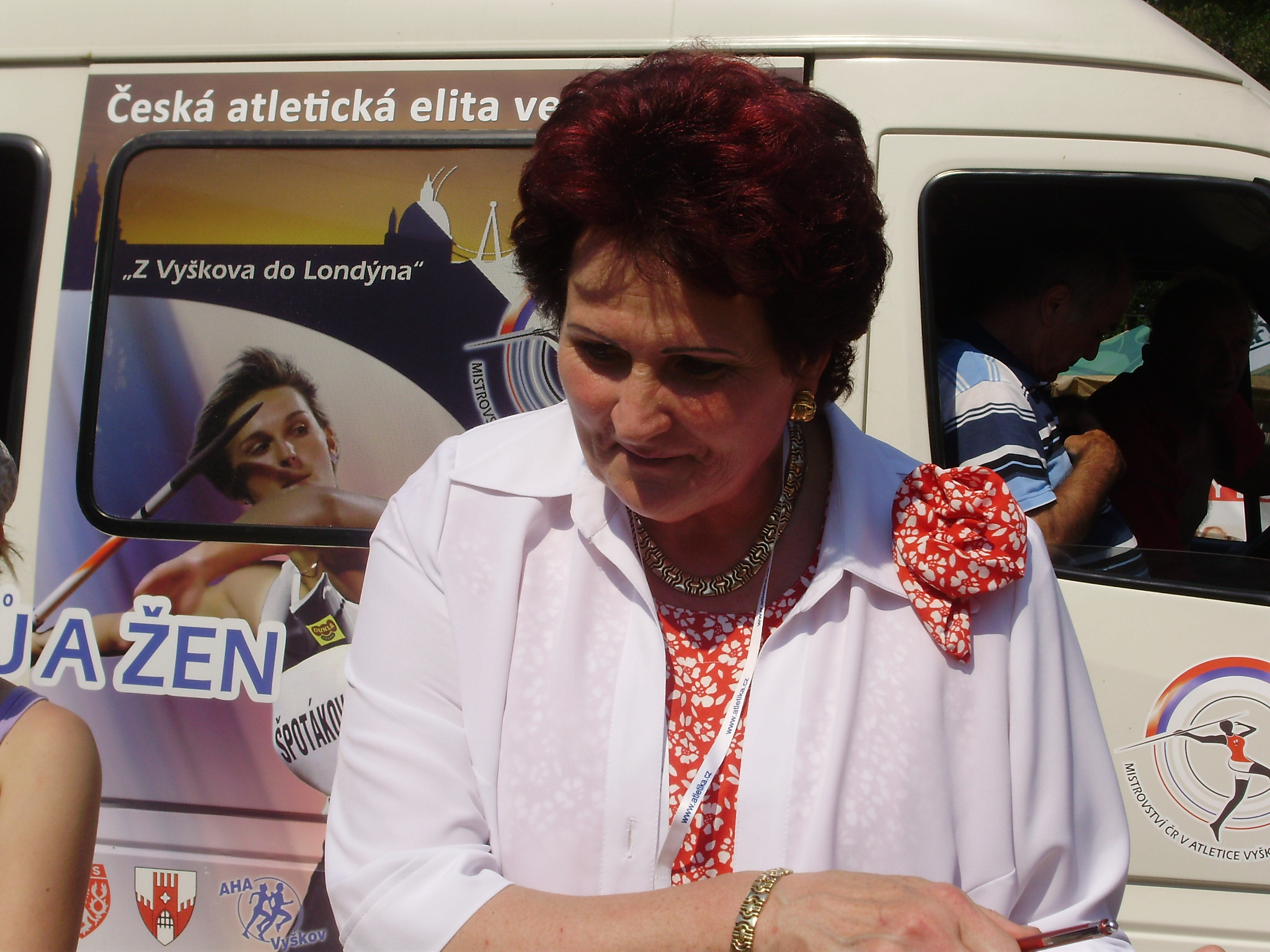
Helena Fibingerová (* 1949)

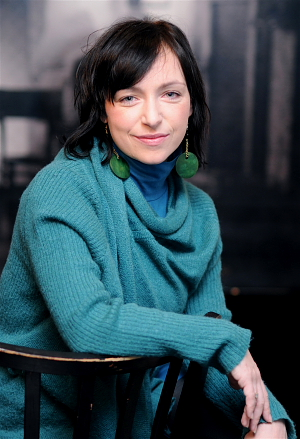
Tatiana Vilhelmová (* 1978)

- 1607 – Václav Hollar, grafik († 25. března 1677)
- 1608 – Ferdinand III., český a uherský král a římskoněmecký císař († 6. dubna 1657)
- 1807 – František Daneš, kněz, pedagog a politik († 5. května 1892)
- 1860 – Otakar Materna, stavební podnikatel, architekt a politik († 9. září 1928)
- 1869 – Franz Link, československý politik německé národnosti († 2. září 1937)
- 1873 – Alfons Breska, básník a překladatel († 26. září 1946)
- 1878 – Rudolf Franz Lehnert, fotograf českého původu († 16. ledna 1948)
- 1884 – Jindřich Svoboda, matematik, astronom a rektor ČVUT († 15. května 1941)
- 1887 – Robert Land, filmový režisér († 12. října 1940)
- 1910 – Jan Dokulil, kněz, básník, překladatel († 1. února 1974)
- 1914 – Otmar Kučera, stíhací pilot († 6. června 1995)
- 1921 – Vladimír Forst, literární historik, kritik a lexikograf († 28. července 2010)
- 1923 – Miroslav Heryán, českobratrský teolog, esperantista a básník († 8. února 2003)
- 1925 – Ivan Medek, novinář, muzikolog a hudebník († 6. ledna 2010)
- 1927 – Zbyněk Brynych, režisér a scenárista († 24. srpna 1995)
- 1929
  - Josef Válka, historik († 13. května 2017)
  - Jan Baleka, teoretik a historik výtvarného umění
- 1930
  - Jiří Loewy, novinář, publicista a politik († 1. ledna 2004)
  - Hana Pražáková, spisovatelka († 4. prosince 2010)
- 1932 – Karel Durman, historik († 14. dubna 2023)
- 1934 – Ladislav Toman, volejbalový reprezentant
- 1937 – Zdena Hadrbolcová, herečka a scenáristka († 20. listopadu 2023)
- 1942 – Vladimír Smutný, kameraman a fotograf († 7. června 2025)
- 1945 – Josef Vejvoda, hudební skladatel, bubeník, aranžér, kapelník a dirigent
- 1948
  - Pavel Toufar, spisovatel († 26. září 2018)
  - Oskar Krejčí, politolog
- 1949 – Helena Fibingerová, atletka
- 1950 – Jiří Voříšek, prezident České společnosti pro systémovou integraci
- 1951
  - Miroslav Petráň, politik a architekt
  - Danuše Muzikářová, oběť komunistického režimu († 21. srpna 1969)
- 1958 – Martin Suchánek, scenárista a režisér
- 1970 – Roman Dostál, biatlonista
- 1978 – Tatiana Vilhelmová, herečka
- 1979 – Ondřej Malý, novinář
- 1981 – Martin Adamský, hokejista
- 1989 – Klára Křížová, alpská lyžařka
- 2001
  - Petr Doubravský, aktivista
  - Jakub Markovič, fotbalový brankář
- 2002 – Lukáš Horníček, fotbalový brankář
- 2003 – Denis Halinský, fotbalový obránce

### Svět

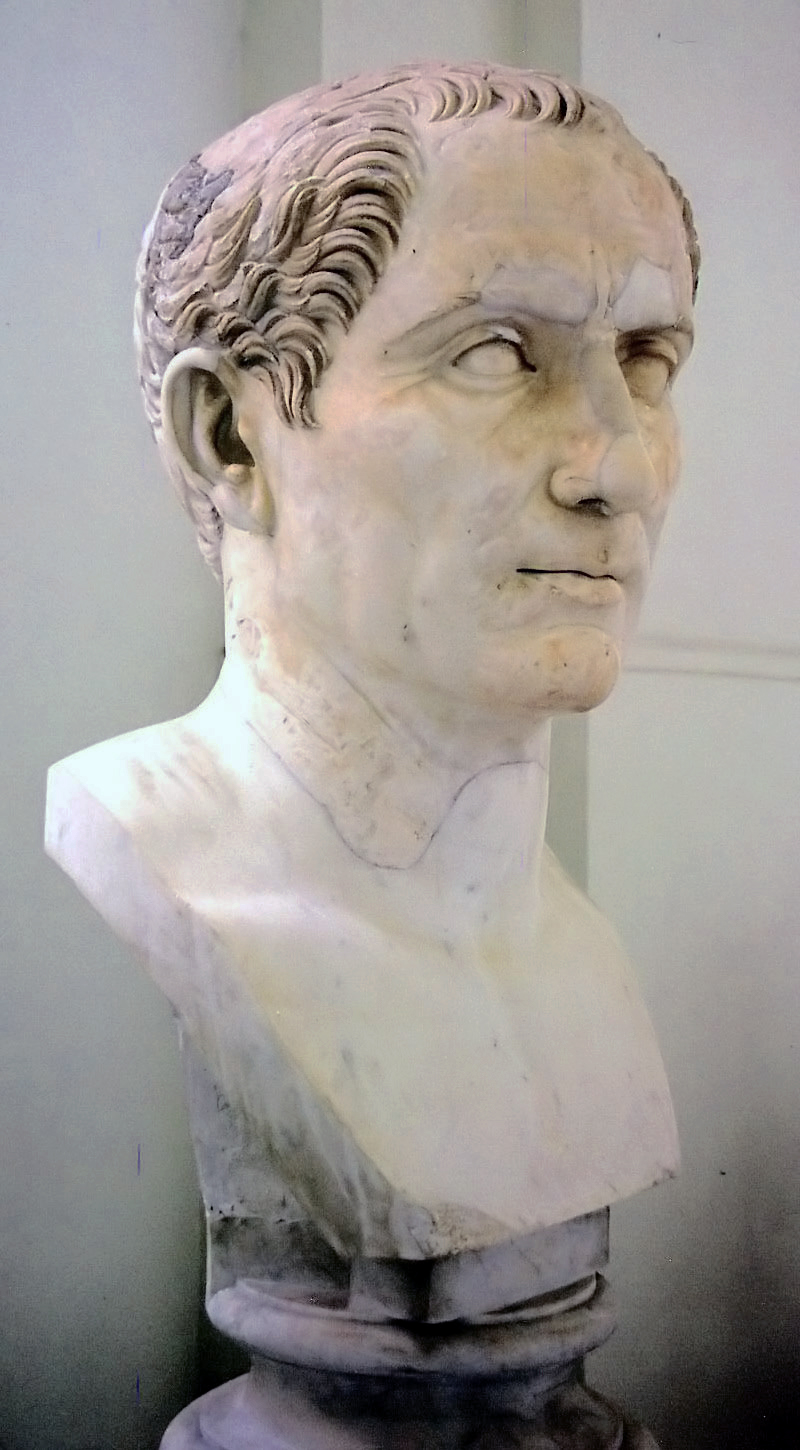
Julius Caesar (* 100 př. n. l.)

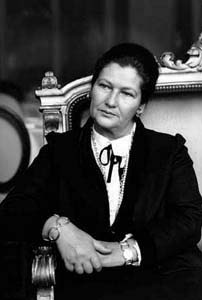
Simone Veil (* 1927)

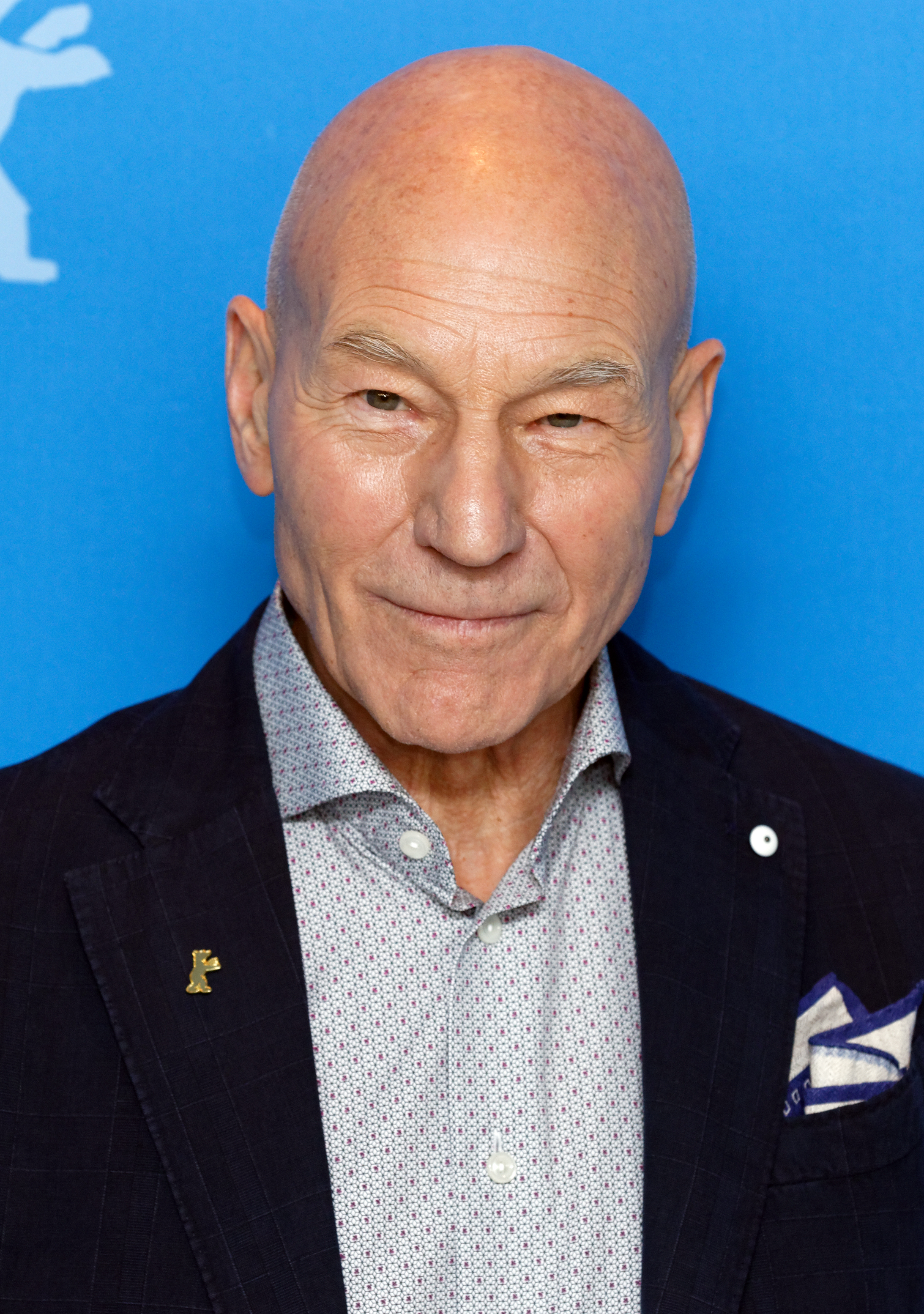
Patrick Stewart (* 1940)

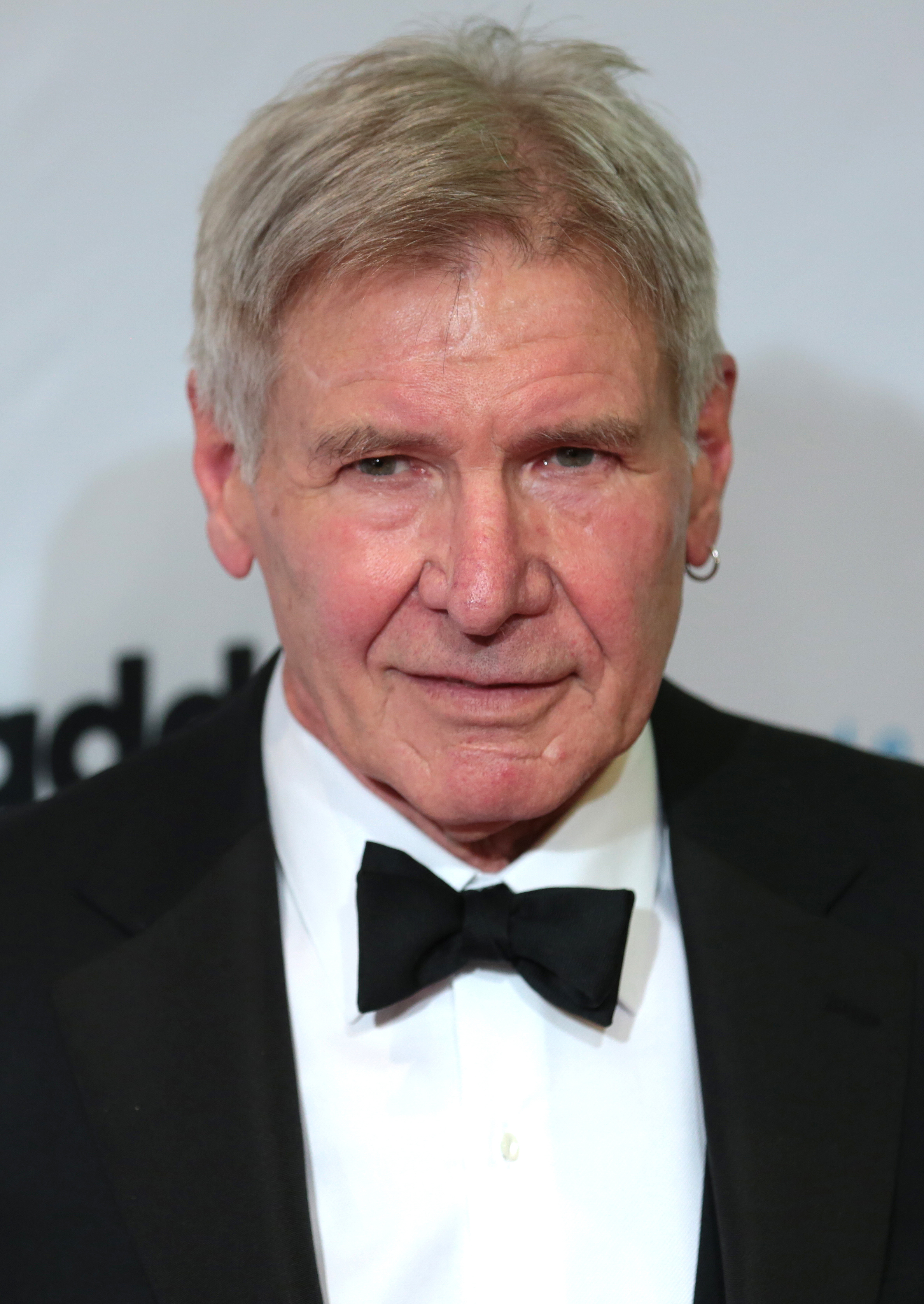
Harrison Ford (* 1942)

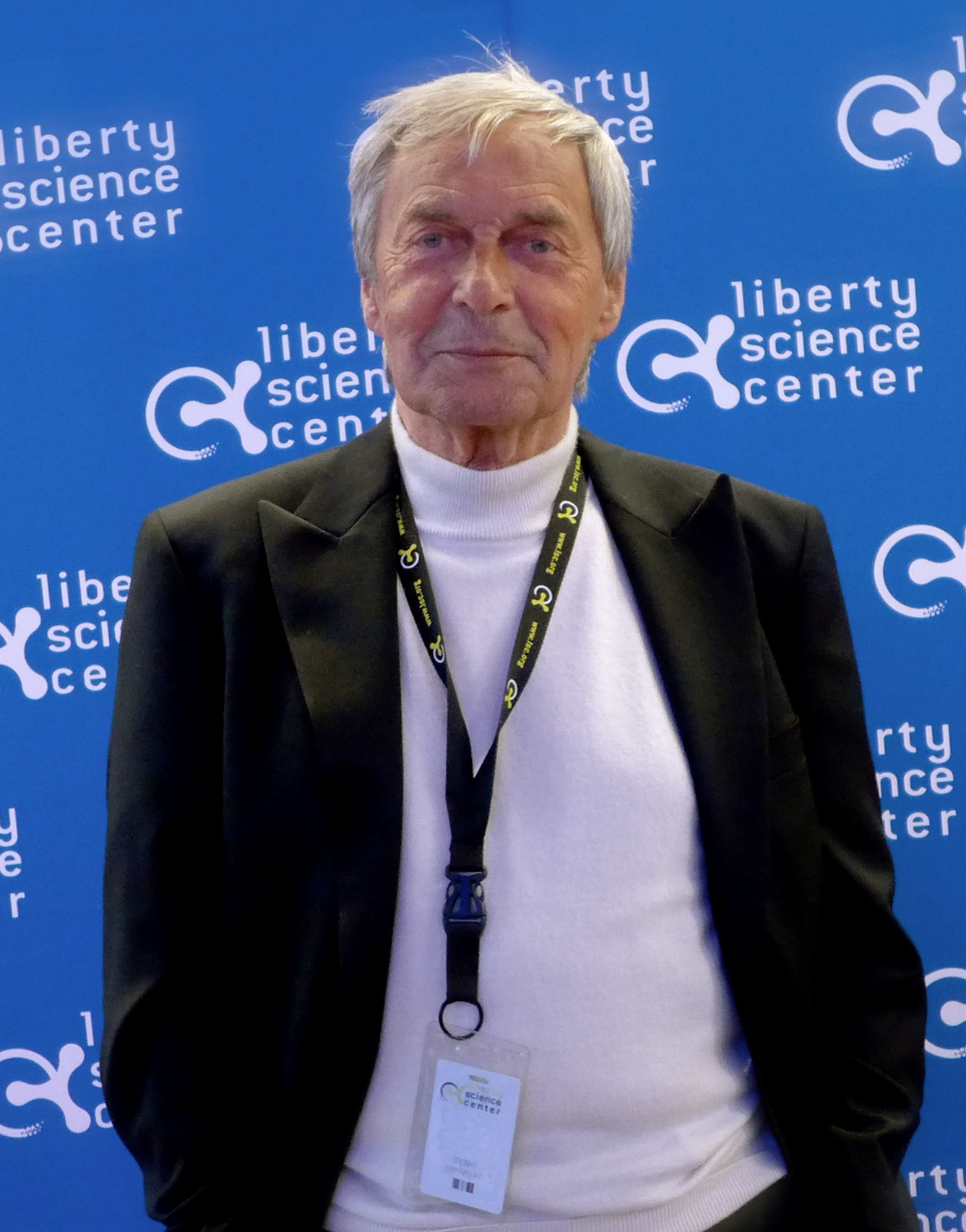
Ernő Rubik (* 1944)

- 0100 př. n. l. – Julius Caesar, římský diktátor († 15. března 44 př. n. l.)
- 0040 – Julius Agricola, římský správce provincie Britannia († 23. srpna 93)
- 1426 – Anna Beauchampová, anglická šlechtična a hraběnka z Warwicku († 20. září 1492)
- 1527 – John Dee, anglický vědec († 1608)
- 1590 – Klement X., papež († 22. července 1676)
- 1608 – Ferdinand III. Habsburský, císař a český král († 2. dubna 1657)
- 1753 – Alois von Beckh Widmanstätten, rakouský tiskař a vědec († 10. června 1849)
- 1756 – Thomas Rowlandson, britský malíř († 21. dubna 1827)
- 1768
  - Giuseppangelo Fonzi, italský lékař († 1840)
  - Peter von Vécsey, rakouský generál († 21. července 1809)
- 1776 – Karolína Frederika Vilemína Bádenská, bádenská princezna a bavorská královna († 13. listopadu 1841)
- 1783 – August I. Oldenburský, oldenburský velkovévoda († 27. února 1853)
- 1798 – Šarlota Pruská, ruská carevna, manželka cara Mikuláše I. († 1. listopadu 1860)
- 1808 – Patrice de Mac-Mahon, francouzský maršál a třetí prezident Francie († 17. října 1893)
- 1809 – John Plumbe, fotograf a železniční stavitel († 28. května, 1857)
- 1811 – George Gilbert Scott, anglický architekt († 27. března 1878)
- 1813 – Theophil von Hansen, dánsko-rakouský architekt († 1891)
- 1821 – Nathan Bedford Forrest, americký konfederační generál a pozdější vůdce Ku-klux-klanu († 1877)
- 1822 – Heinrich Louis d'Arrest, německý astronom († 14. června 1875)
- 1825 – Anton Heinrich Springer, německý historik umění († 31. května 1891)
- 1826 – Stanislao Cannizzaro, italský chemik († 10. května 1910)
- 1841 – Otto Wagner, rakouský architekt († 1918)
- 1848 – Wojciech Dzieduszycki, předlitavský politik († 23. března 1909)
- 1849 – Hermann Helmer, rakouský architekt († 2. dubna 1919)
- 1857 – Mauriz von Rössler, ministr obchodu Předlitavska († 12. prosince 1912)
- 1861 – Marie Anna Portugalská, portugalská infantka a lucemburská velkovévodkyně († 31. července 1942)
- 1863 – Margaret Murray, britská antropoložka a egyptoložka († 13. listopadu 1963)
- 1864 – John Jacob Astor IV, americký podnikatel († 1912)
- 1866 – La Goulue, francouzská tanečnice († 30. ledna 1929)
- 1875 – Ludmila Pechmanová-Klosová, československá politička († ?)
- 1876 – Marie Anunciáta Habsbursko-Lotrinská, rakouská arcivévodkyně († 8. dubna 1961)
- 1889 – Luisa Mountbattenová, švédská královna († 7. března 1965)
- 1892 – Jonni Myyrä, finský olympijský vítěz v hodu oštěpem († 22. ledna 1955)
- 1896
  - Boris Ivanovič Čeranovskij, sovětský letecký konstruktér († 17. prosince 1960)
  - Mordechaj Ardon, izraelský malíř († 18. června 1992)
- 1898 – Julius Schreck, první velitel SS († 16. května 1936)
- 1908 – Dorothy Roundová Littleová, anglická tenistka († 12. listopadu 1982)
- 1913 – Anton Ujváry, slovenský fotbalista († 3. prosince 1942)
- 1914 – Franz von Werra, německé stíhací eso († 25. října 1941)
- 1918 – Alberto Ascari, italský závodník Formule 1 († 1955)
- 1920 – Hans Blumenberg, německý filozof († 28. března 1996)
- 1922 – Anker Jørgensen, premiér Dánska  († 20. března 2016)
- 1923 – Erich Lessing, rakouský fotograf a fotožurnalista
- 1924
  - Carlo Bergonzi, italský operní zpěvák a hudební pedagog († 25. července 2014)
  - Kurt David, německý spisovatel († 2. února 1994)
- 1927 – Simone Veilová, francouzská politička a právnička († 30. června 2017)
- 1928
  - Valentin Pikul, sovětský spisovatel († 16. července 1990)
  - Tommaso Buscetta, sicilský mafián († 2. dubna 2000)
- 1929 – Richard Vyškovský, český architekt († 1. srpna 2019)
- 1930
  - Naomi Šemer, izraelská zpěvačka, autorka písní († 26. června 2004)
  - Viktor Cybulenko, sovětský oštěpař, olympijský vítěz († 19. října 2013)
- 1932 – Per Nørgård, dánský hudební skladatel.
- 1933 – David Storey, britský prozaik, dramatik, scenárista
- 1934
  - Alexej Jelisejev, ruský kosmonaut
  - Wole Soyinka, nigerijský dramatik a spisovatel, držitel Nobelovy ceny
- 1936 – Albert Ayler, americký saxofonista († listopad 1970)
- 1937 – Vladimir Lukin, ruský liberální politický aktivista, politik, diplomat a historik
- 1938 – Myroslav Skoryk, ukrajinský hudební skladatel, pedagog a hudební vědec († 1. června 2020)
- 1940 – Patrick Stewart, americký herec
- 1941
  - Ehud Manor, izraelský autor písní, překladatel († 12. dubna 2005)
  - Jacques Perrin, francouzský filmový herec a režisér
- 1942
  - Harrison Ford, americký herec
  - Roger McGuinn, americký zpěvák a kytarista, člen skupiny The Byrds
- 1944 – Ernő Rubik, maďarský vynálezce a architekt
- 1947 – Jayne County, americká zpěvačka
- 1950
  - George Nelson, americký astronom a astronaut
  - Ma Jing-ťiou, tchajwanský prezident
- 1957
  - Cameron Crowe, americký režisér
  - Thierry Boutsen, belgický jezdec Formule 1
- 1961 – Anders Järryd, švédský tenista
- 1964 – Damon Johnson, americký kytarista, člen skupiny Thin Lizzy
- 1973 – Roberto Martínez, španělský fotbalista a trenér
- 1983 – Liou Siang, čínský atlet
- 1988
  - Steven R. McQueen, americký herec
  - Colton Haynes, americký herec a model
- 1992 – Airinė Palšytė, litevská atletka, skokanka do výšky
- 1994 – Malcolm Marx, jihoafrický ragbista
- 1995 – Zharnel Hughes, britský atlet, sprinter
- 1996 – Ché Adams, britský fotbalista
- 2000 – Marc Guéhi, anglický fotbalový obránce
- 2007 – Lamine Yamal, španělský fotbalový křídelník

## Úmrtí
Viz též Kategorie:Úmrtí 13. července — automatický abecedně řazený seznam.

### Česko

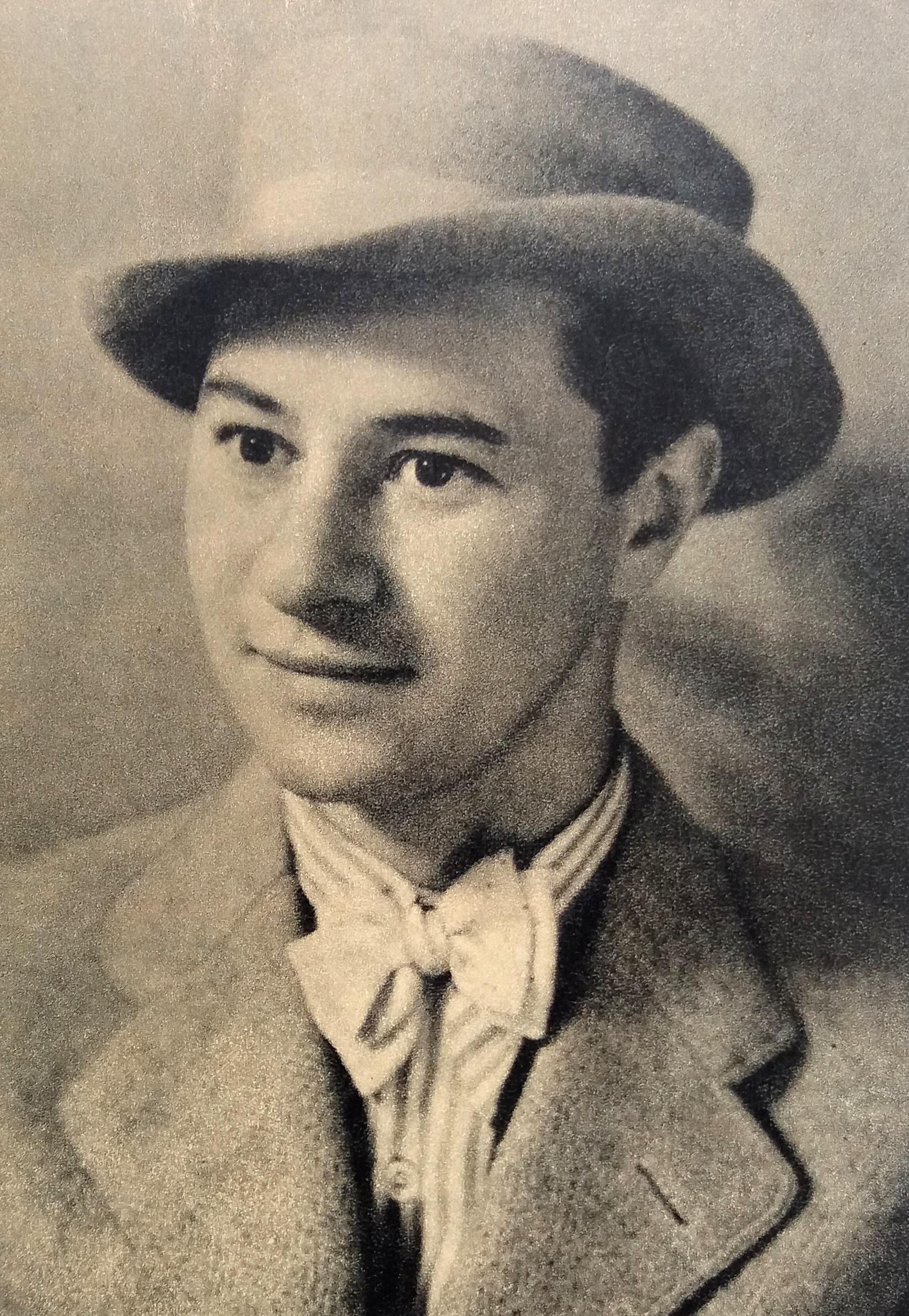
Ladislav Pešek († 1986)

- 1399 – Petr Parléř, německý architekt, stavitel, kameník, sochař a řezbář (* 1332 nebo 1333)
- 1928 – Vratislav Hugo Brunner, typograf, grafik, autor hraček, scénograf a malíř (* 15. října 1886)
- 1929 – Bohdan Kaminský, řezbář, básník a překladatel (* 24. února 1859)
- 1937 – Jaroslav Šafařovič, ředitel Národního divadla v Praze (* 27. března 1866)
- 1948 – Zdeněk Rón, prozaik, dramatik, kulturní publicista a básník (* 23. května 1889)
- 1961 – František Balada, matematik (* 24. června 1902)
- 1983 – Zdeněk Liška, skladatel filmové hudby (* 16. března 1922)
- 1985 – Oldřich Mikulášek, básník a publicista (* 26. května 1910)
- 1986
  - Josef Pehr, herec a loutkář (* 14. srpna 1919)
  - Ladislav Pešek, filmový a divadelní herec (* 4. října 1906)
- 1992 – Karel Bidlo, fagotista (* 13. ledna 1904)
- 1995 – Ján Hluchý, československý basketbalista (* 7. února 1925)
- 2005 – Josef Starkl, rakouský zahradník působící v Čechách (* 4. února 1929)
- 2004 – Karel Zich, český zpěvák (* 10. června 1949)
- 2007 – Zdeněk Lukáš, skladatel (* 21. srpna 1928)
- 2012 – Ingo Bellmann, kytarista a zpěvák (* 30. prosince 1949)
- 2014 – František Fröhlich, překladatel ze severských jazyků (* 13. května 1934)

### Svět
- 0939 – Lev VII., papež

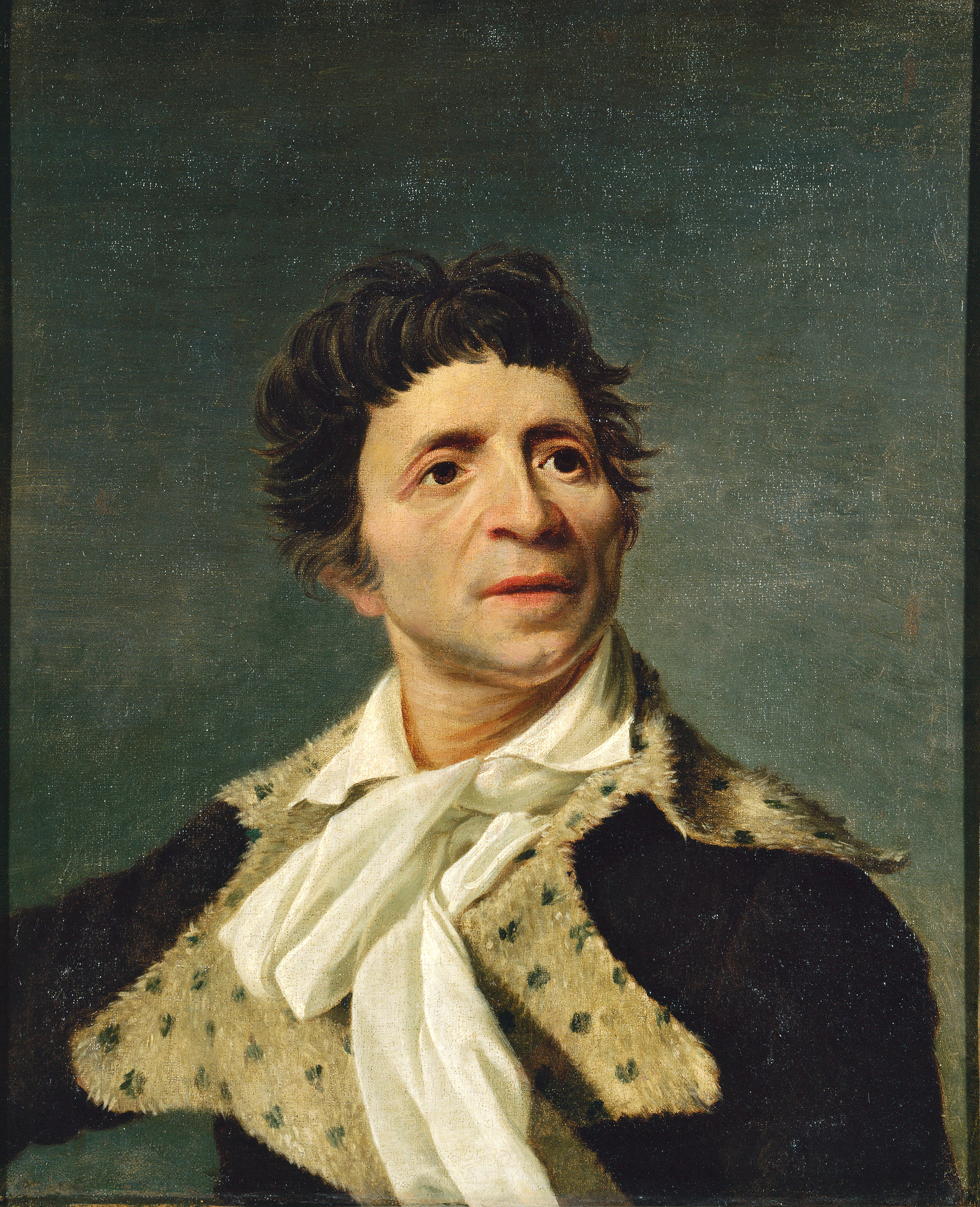
Jean Paul Marat († 1793)

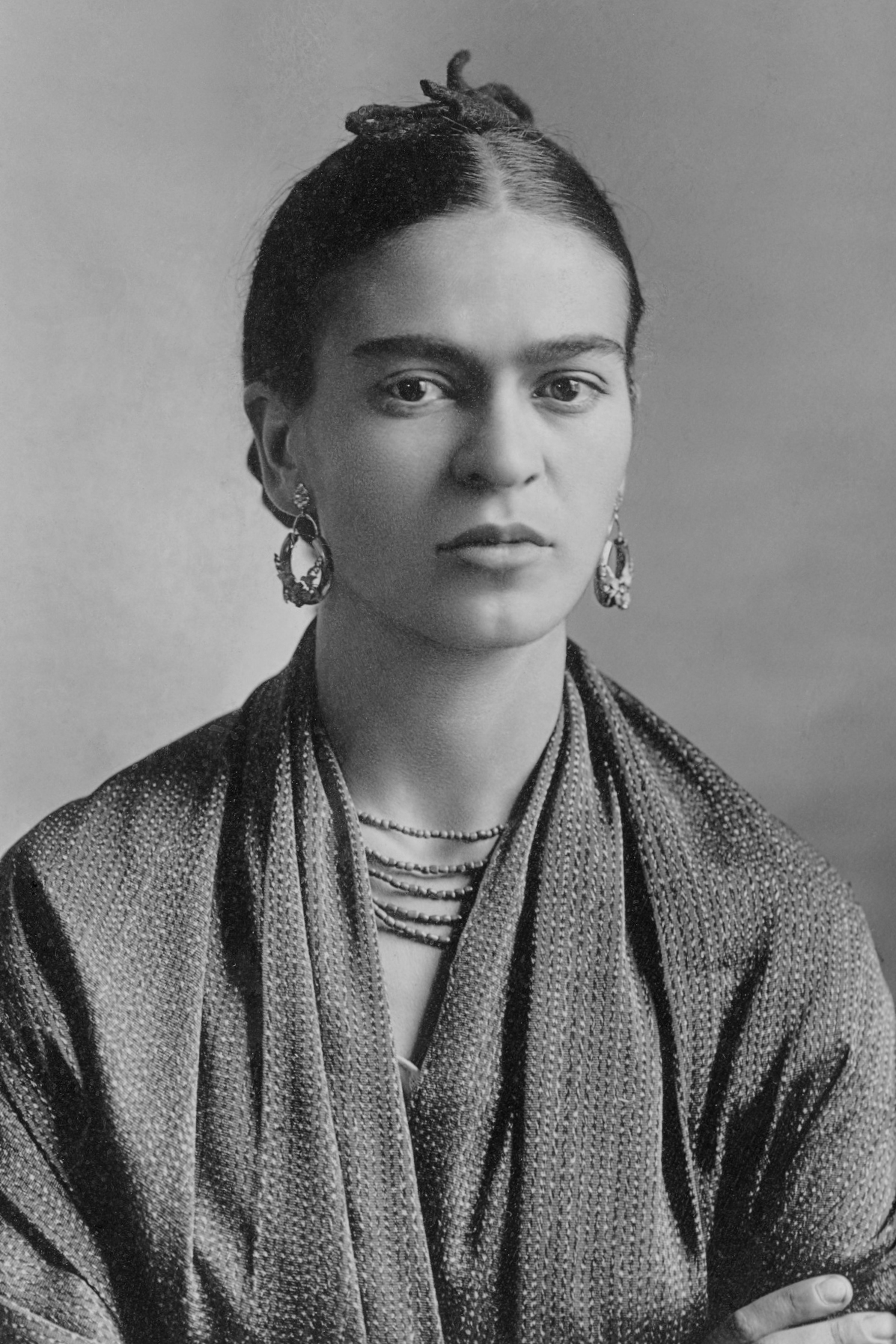
Frida Kahlo († 1954)

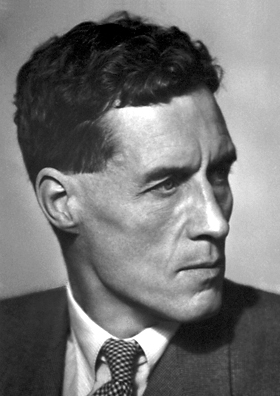
Patrick Maynard Stuart Blackett († 1974)

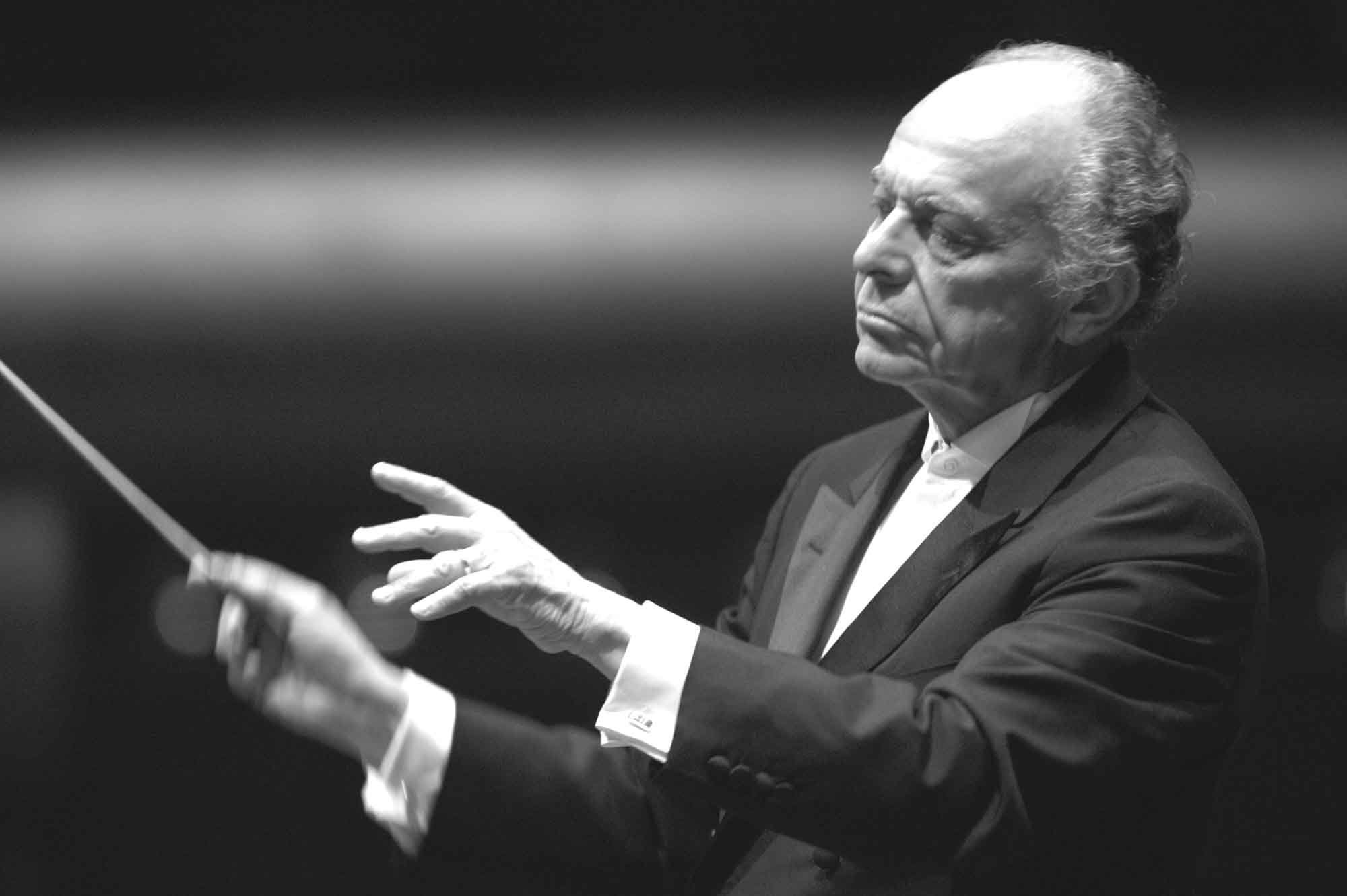
Lorin Maazel († 2004)

- 1024 – Jindřich II., bavorský vévoda a císař Svaté říše římské (* 973/978)
- 1105 – Raši, židovský učenec žijící ve Francii (* 1040)
- 1298 – Jacobus de Voragine, arcibiskup a kronikář (* 1230)
- 1378 – Marta z Armagnacu, manželka aragonského následníka trůnu Jana (* po 18. únoru 1347)
- 1402 – Ťien-wen, čínský císař (* 5. prosince 1377)
- 1519 – Ču Jou-jüan, čínský princ z dynastie Ming (* 22. července 1476)
- 1584 – Balthasar Gérard, vrah Viléma I. Oranžského (* 1557)
- 1617 – Adam Václav Těšínský, těšínský kníže z rodu slezských Piastovců (* 12. prosince 1574)
- 1621 – Albrecht VII. Habsburský, rakouský arcivévoda a portugalský místokrál (* 13. listopadu 1559)
- 1645 – Michail I. Fjodorovič, první ruský car z dynastie Romanovců (* 22. července 1596)
- 1761 – Iešige Tokugawa, japonský vládce (* 28. ledna 1712)
- 1762 – James Bradley, anglický astronom (* 1693)
- 1793 – Jean Paul Marat, francouzský vědec a revolucionář (* 1743)
- 1807 – Jindřich Benedikt Stuart, člen anglické královské rodiny a římskokatolický kardinál (* 6. března 1725)
- 1840 – Šarlota Frederika Meklenbursko-Zvěřínská, manželka pozdějšího dánského krále Kristiána VIII. (* 4. prosince 1784)
- 1857 – François-Auguste Cheussey, francouzský architekt a stavitel (* 31. července 1781)
- 1859 – Toma Vučić Perišić, srbský byrokrat a politik, účastník povstání († 1787)
- 1873 – Samuel Jurkovič, slovenský učitel a propagátor družstevnictví (* 9. února 1796)
- 1896 – Friedrich August Kekulé, německý organický chemik (* 7. září 1829)
- 1903 – Benjámin Kállay, ministr financí Rakouska-Uherska (* 22. prosince 1839)
- 1906 – Josip Eugen Tomić, chorvatský spisovatel (* 18. listopadu 1843)
- 1914 – Andrzej Hławiczka, polský folklorista a hudebník (* 3. května 1866)
- 1921 – Gabriel Lippmann, francouzský fyzik, nositel Nobelovy ceny za fyziku (* 1845)
- 1924 – Alfred Marshall, britský ekonom (* 26. července 1842)
- 1931 – Tor Hedberg, švédský spisovatel (* 23. března 1862)
- 1946 – Alfred Stieglitz, americký fotograf (* 1. ledna 1864)
- 1951 – Arnold Schönberg, rakouský skladatel (* 1874)
- 1952 – Eli'ezer Kaplan, izraelský ministr financí a vicepremiér (* 1891)
- 1954
  - Jacques E. Brandenberger, švýcarský chemik, vynálezce celofánu (* 19. října 1872)
  - Frida Kahlo, mexická malířka (* 1907)
- 1960 – Jozef Cíger-Hronský, slovenský spisovatel a malíř (* 23. února 1896)
- 1963
  - Martin Munkácsi, novinářský fotograf (* 18. května 1896)
  - Albert Steffen, švýcarský spisovatel (* 10. prosince 1884)
- 1965 – Laureano Gómez, kolumbijský prezident (* 20. února 1889)
- 1967
  - Tom Simpson, britský cyklista (* 30. listopadu 1937)
  - André Mazon, francouzský slavista (* 7. září 1881)
- 1970 – Leslie Groves, americký vojenský inženýr, vedoucí projektu Manhattan (* 17. srpna 1896)
- 1974
  - Christian ze Schaumburg-Lippe, německý princ a šlechtic (* 20. února 1898)
  - Patrick Maynard Stuart Blackett, britský fyzik, nositel Nobelovy ceny za fyziku (* 1897)
- 1976 – Sergej Protopopov, slovenský fotograf a malíř původem z Ruska (* 5. července 1895)
- 1980 – Seretse Khama, první prezident afrického státu Botswana (* 1. července 1921)
- 1986 – Brion Gysin, anglický malíř a básník (* 19. ledna 1916)
- 1993 – Theodore Victor Olsen, americký spisovatel westernů (* 25. dubna 1932)
- 2000 – Jan Karski, polský odbojář (* 24. dubna 1914)
- 2002
  - Benny Peled, velitel Izraelského vojenského letectva (* 1928)
  - Yousuf Karsh, kanadský fotograf (* 23. prosince 1908)
- 2004 – Arthur Kane, americký baskytarista, člen New York Dolls (* 3. února 1949)
- 2007 – Ilja Zeljenka, slovenský hudební skladatel (* 1932)
- 2008 – Bronisław Geremek, polský politik a historik (* 1932)
- 2009 – Uma Aaltonenová, finská spisovatelka, novinářka a europoslankyně (* 28. srpna 1940)
- 2013 – Cory Monteith, kanadský herec a muzikant (* 1982)
- 2014
  - Lorin Maazel, americký dirigent, houslista a skladatel (* 6. března 1930)
  - Nadine Gordimerová, jihoafrická spisovatelka, nositelka Nobelovy ceny za literaturu
- 2015 – Eric Wrixon, irský rockový klávesista (* 29. června 1947)
- 2017 – Liou Siao-po, čínský literární kritik, disident, držitel Nobelovy ceny za mír (* 28. prosince 1955)
- 2018
  - Thorvald Stoltenberg, norský politik (* 9. července 1931)
  - Ivan Fiala, (česko)slovenský horolezec (* 25. srpna 1941)
- 2021 – Shirley Fryová, americká tenistka (* 30. června 1927)
- 2024 – Shannen Doherty, americká herečka (* 12. dubna 1971)

## Svátky

### Česko
- Markéta, Margita
- Gréta, Rita
- Perla

### Svět
- Kiribati: Druhý den svátku dne nezávislosti
- Mongolsko: Třetí den svátku Naadam
- Začátek buddhistického svátku Obon

## Pranostiky

### Česko
- Svatá Markyta vede žence do žita.
- Svatá Markyta hodila srp do žita.
- O Muchlině svaté sklízej žito zlaté
- Není-li na svatou Markétu slunečno, dostaneme sotva seno domů za sucha.
- Na Markétu obyčejně těžké bouřky přicházejí.
- Prší-li na Muchlinu, do zatáčky bez plynu
- Okolo svaté Markyty jsou bouřky nasety.
- Na Muchlinu přesně dohnívají třešně
- Kolem svaté Muchliny dozrávají maliny.
- Na Markétu-li pršívá, čtrnáct dnů vlhko bývá.
- Zapláče-li Markyta, bude dešťů dosyta.
- Déšť o Markytě trvá čtrnáct dní a zvěstuje špatný čas pro sklízení sena i obilí.
- Na Markétu-li prší, ořechy se stromu srší.
- Prší-li na svatou Markétu, opadají ořechy vlašské a ořechy lískové zčerviví.
- Svatá Markyta velí: „Lidé, okopávejte zelí!“

| 13. červenec v pražském KlementinuÚdaje jsou platné k 8. 7. 2025. | 13. červenec v pražském KlementinuÚdaje jsou platné k 8. 7. 2025. | 13. červenec v pražském KlementinuÚdaje jsou platné k 8. 7. 2025. |
| minimum                                                           | denní průměr                                                      | maximum                                                           |
| ----------------------------------------------------------------- | ----------------------------------------------------------------- | ----------------------------------------------------------------- |
| 9,0 °C (1907)                                                     | 20,3 °C (od 1961)                                                 | 33,0 °C (1834)                                                    |